# Дом архитектора В. Н. Куликова
Дом архитектора В. Н. Куликова — памятник архитектуры и объект культурного наследия, который расположен по адресу: улица Просвещения, 139, город Новочеркасск Ростовской области.

## Описание
В начале XX века в городе Новочеркасске был построен дом, собственником которого стал архитектор Куликов. В то время адресом дома значился Николаевский проспект. Основным материалом при постройке дома был кирпич. Основной чертой архитектурного облика строения стали большие окна, которые обрамляют пилястры. Они завершаются сложным карнизом с волютами. Низ наличников оканчивается орнаментальной изразцовой полосой. Изразцы, которые имеют оливково-зеленый цвет, наблюдаются в карнизном завершении стен. У них идет чередование с массивными дентикулами прямоугольной формы. Полоса растительного орнамента окружает балкон мезонина. Каменная ограда с решеткой выполнена в едином стиле с дизайном дома. Эта часть архитектурных элементов постепенно разрушается. В 1906 году В. Н. Куликов получил разрешение Академии художеств и организовал в собственном доме рисовальный класс. Постепенно это место стало одним из культурных центров города. С 1992 года дом находится в списках памятников архитектуры и объектов культурного наследия.

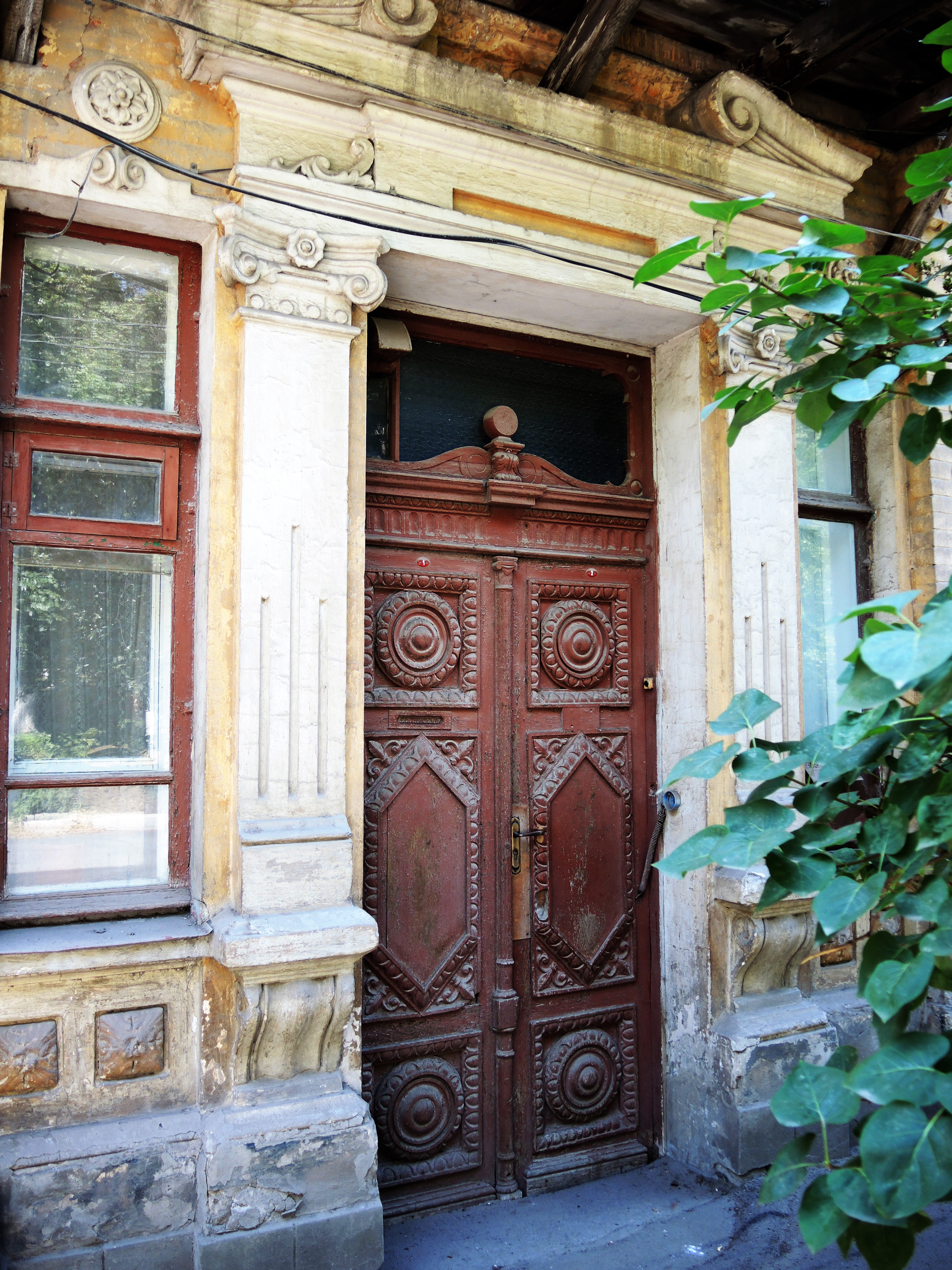
Двери в дом архитектора Куликова
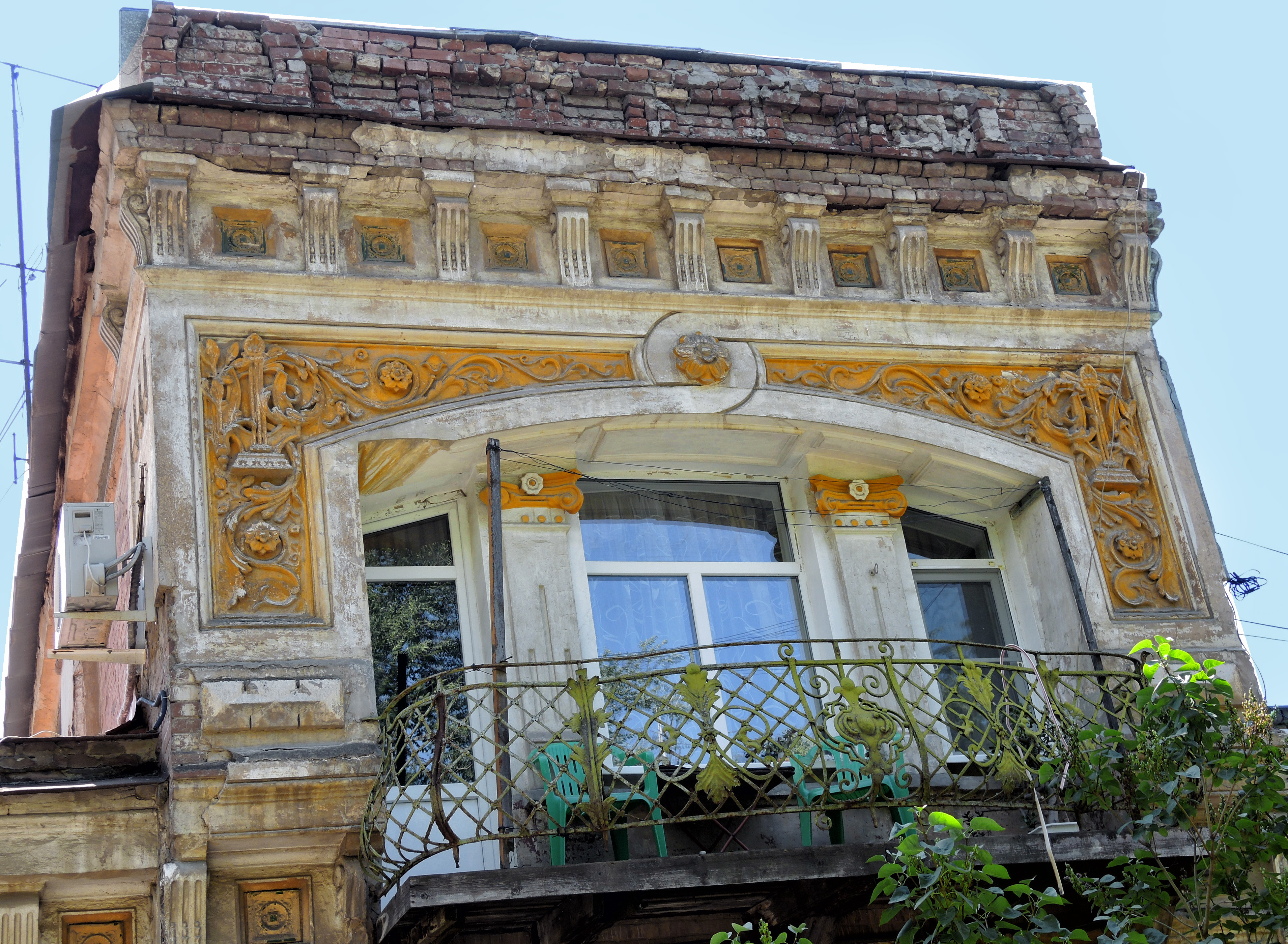
Мансарда
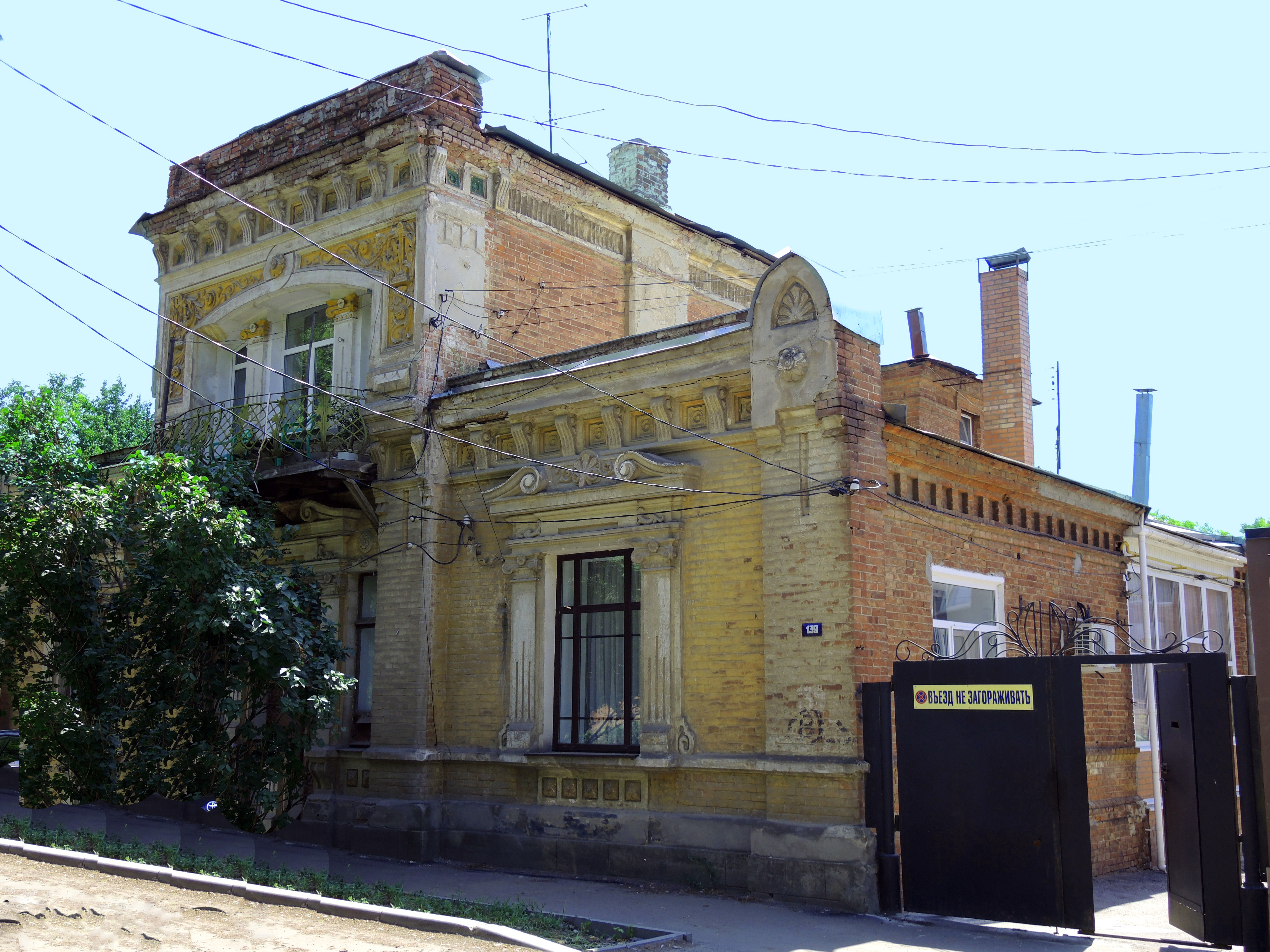
Дом - памятник архитектуры Новочеркасска